# Yasuo Muramatsu
Yasuo Muramatsu (村松 康雄, Muramatsu Yasuo; Tokyo, 6 aprile 1933 – Yokohama, 11 aprile 2024) è stato un doppiatore giapponese.

## Doppiaggio

### Serie televisive anime
- Roku in L'invincibile ninja Kamui
- Hans in Il fedele Patrash
- Gordon in Charlotte
- John Adler in Anna dai capelli rossi
- Dokuma in Gordian
- Dottor Carlos in Belle et Sebastien
- Prete in Lovely Sara
- Dr. Charlie Ames in Pollyanna
- Reins in Nello e Patrasche
- Manson in D'Artagnan e i moschettieri del re
- Seishi Ninku in Ninku
- Takuma Hashizume in Kenshin - Samurai vagabondo
- Kenzo Masuyama in Detective Conan
- Manager in Gilgamesh
- Tom in One Piece
- Iou in Naruto
- Insegnante (episodio 20) in Stitch!
- Mayor Roman in Vampire Hunter D
- Padre di Chris in Gundam 0080: La guerra in tasca
- Dr. Stanfield in Black Jack

### Videogiochi
- Bethgea in Atelier Annie: Alchemists of Sera Island

### Doppiaggi live action
- Joss Ackland in Un mitico viaggio
- Alan Arkin in Coupé de ville
- Troy Evans in Ace Ventura - L'acchiappanimali
- Jason Isaacs in Armageddon - Giudizio finale
- Howard Hesseman in A proposito di Schmidt
- Brian Dennehy in Assault on Precinct 13
- Ned Beatty in Capitan America
- Udo Kier in Cell Block 99 - Nessuno può fermarmi
- Bruce McGill in Timecop - Indagine dal futuro
- Warren Frost in I segreti di Twin Peaks
- Marcel Iureș in Il nascondiglio del diavolo - The Cave
- Tom Helmore in La donna che visse due volte (Blu-Ray)
- Anthony Zerbe in Matrix Reloaded,Matrix Revolutions
- Jonathan Pryce in La maledizione della prima luna, Pirati dei Caraibi - Ai confini del mondo
- Bob Gunton in Dead Silence
- Billy Connolly in I fantastici viaggi di Gulliver
- David Ryall in Harry Potter e i Doni della Morte - Parte 1
- Richard Griffiths in Hugo Cabret
- George Segal in Il rompiscatole, 2012
- Michael Gambon in Il mistero di Sleepy Hollow,Quartet
- Scott Wilson in The Walking Dead
- M. Emmet Walsh in Wild Wild West

### Film d'animazione
- Cyrus in ReBoot
- Mr. Bloomsberry in Curioso come George
- Babbo Natale in Lanny & Wayne - Missione Natale
- Steelbeak in Darkwing Duck
- Giacobbe in Giuseppe - Il re dei sogni